# گارگین ساروخانیان
گارگین ساروخانیان (ارمنی: Գարեգին Սարուխանյան زاده ۱۹۲۳ - درگذشته ۱۹۹۹) پزشک اهل ارمنستان-ایران بود.

## زندگی‌نامه
گارگین ساروخانیان در سال ۱۳۰۲ خورشیدی (۱۹۲۳ میلادی) در شهر تفلیس دیده به جهان گشود و هفت سال بعد همراه والدین به تبریز مهاجرت نمود. وی تحصیلات عالی خود را در دانشکده پزشکی دانشگاه تهران بپایان رساند و رشته تخصصی بیماری‌های کودکان را در دانشگاه‌های کالیفرنیا و هاروارد ایالات متحده آمریکا گذراند.
وی از سال ۱۳۳۹ به‌عنوان استاد دانشگاه تهران دعوت به همکاری گردید. وی نقش فعالی در سازمان‌های بین‌المللی پزشکی و بهداشت ایفا نمود و چندین بار نماینده ایران در کنگره‌ها و سمینارهای جهانی بود.
گارگین ساروخانیان غیر از علوم پزشکی در زندگی اجتماعی و فرهنگی جامعه ارمنی ایران نیز نقش فعالانه ای ایفا کرد. وی در سال ۱۳۶۲ به افتخار بازنشستگی نایل آمد و به‌ویژه در انجمن پزشکان ارمنی ایران فعالیت نمود.
ساروخانیان در سال ۱۹۷۰ به عضویت فرهنگستان علوم پزشکی ایران انتخاب شد و فعالیت‌های علمی خود را ادامه داده تجربیات خود را در اختیار مهم‌ترین سازمان پزشکی این مرز و بوم قرار داد.
وی روز ۱۹۹۹(۶ تیر ۱۳۷۸) در دفتر کار خود در اثر سکته قلبی درگذشت.